# Jean V d'Harcourt
Jean V d'Harcourt, né vers 1320 et mort exécuté en avril 1356, est un noble normand, deuxième comte d'Harcourt, chef d'une maison traditionnellement opposée à cette époque à la mainmise royale sur le duché de Normandie.
Il était aussi comte d'Aumale, vicomte de Châtellerault et seigneur d'Aarschot dans le duché de Brabant.
La vie de Jean V doit être resituée dans un contexte difficile : les débuts de la guerre de Cent Ans, notamment la défaite de Crécy (1346), où son père trouve la mort tandis que son oncle combat du côté anglais, et le conflit dynastique de la maison de Valois, régnant sur la France depuis 1328, avec les prétendants au trône que sont le roi d'Angleterre Édouard III et le roi de Navarre Charles II (dit le Mauvais), tous deux descendants de Philippe le Bel par les femmes.
Ami du dauphin Charles, duc de Normandie, et de Charles le Mauvais, Jean V d'Harcourt meurt victime de la haine du roi Jean le Bon envers le roi de Navarre : le 5 avril 1356, Charles le Mauvais et Jean V sont arrêtés à l'occasion d'un banquet donné par le dauphin à Rouen et le soir même, Jean V et trois de ses proches sont décapités.
Le dauphin, devenu régent à la suite de la défaite de Poitiers (septembre 1356) se réconcilie avec le roi de Navarre et réhabilite Jean V qui bénéficie de funérailles solennelles le 11 janvier 1358.

## Biographie

### Origines familiales et formation
Il est le fils aîné de Jean IV, premier comte d'Harcourt, tué lors de la bataille de Crécy (1346), où il combattait dans les rangs français.
Il est donc le petit-fils de Jean III d'Harcourt et d'Alix de Brabant, fille de Godefroy d'Aerschot, petite-fille du duc de Brabant Henri III, nièce de la reine Marie, épouse du roi de France Philippe III le Hardi.
Sa mère est Isabeau de Parthenay, dame de Vibraye et de Bonnétable (localités situées dans le Maine, actuel département de la Sarthe). Leur mariage ayant eu lieu en 1315, Jean V est probablement né à la fin des années 1310.
Jean V est aussi le neveu de Geoffroy d'Harcourt (vers 1310-1356). Celui-ci, rallié au roi d'Angleterre Édouard III au début de la guerre de Cent Ans, est un des commandants de l'armée anglaise à Crécy.
En raison de sa haute naissance et de sa parenté avec la famille royale[réf. nécessaire], le roi de France parle de Jean V en employant la formule « son cher et féal cousin » par lettres patentes du roi Jean II du 5 avril 1350. Il est également parfois qualifié de « noble et puissant prince ».[réf. nécessaire]

### Au service du roi de France; Crécy
Jean d'Harcourt, qui porte d'abord le titre de comte d'Aumale, est nommé capitaine de Granville. Ce titre lui vient de son épouse, Blanche d'Aumale (1322-1387), qu'il a épousée en 1340.
Il participe avec son père à la bataille de Crécy, où il est grièvement blessé. Froissart le tient même pour mort dans son récit de la bataille de Crécy : « Il est bien vrai que messire Geoffroy d'Harcourt, qui était de lès le prince [près du prince] et en sa bataille [dans son armée], eut volontiers mis peine et entendu [souhaité] à ce que le comte d'Harcourt, son frère, eut été sauvé ; car il avait ouï à aucuns anglais qu'on avait vu sa bannière, et qu'il était avec ses gens venu combattre aux anglais. Mais le dit messire Geoffroy n'y put venir à temps, et fut la mort sur la place le dit comte, et aussi le comte d'Aumale, son neveu. » ».
Pris de remords du fait de la mort de son frère aîné, Geoffroy d'Harcourt abandonne le camp anglais et obtient son pardon du roi Philippe VI, qui le nomme gouverneur de Rouen et de Caen, tandis que Jean d'Aumale devient le deuxième comte d'Harcourt.
En 1350, Philippe VI meurt et c'est le dauphin Jean, duc de Normandie depuis 1332 qui devient le roi Jean II le Bon. Le duché de Normandie est attribué au nouveau dauphin, Charles (futur Charles V).

### Rapprochement avec Charles le Mauvais
Sous le règne de Jean le Bon, Jean V se rallie à la faction du roi de Navarre Charles II, dit le Mauvais (1332-1387), aussi comte d'Évreux, auquel il est apparenté par son mariage, prétendant au trône de France, comme Édouard III (petit-fils de Philippe le Bel), en tant que petit-fils de Louis X.
Charles le Mauvais bénéficie du soutien d'une partie de la noblesse normande au premier rang de laquelle se trouve la maison d'Harcourt.
Lors de la convocation des États normands au Vaudreuil (février 1356), il proteste au nom des libertés normandes contre les contributions demandés par Jean le Bon pour financer la guerre contre les Anglais et va jusqu'à le défier en disant : « Par le sang de Dieu ! Ce roi est un mauvais homme. Il n'est pas un bon roi. Et vraiment, je me garderai de lui ! ».

### Arrestation de Charles le Mauvais et deJeanVd'Harcourt(5 avril 1356)
Jean II le Bon, averti des projets de partage du pays ourdis par Charles le Mauvais et les Anglais à Avignon[réf. nécessaire], décide de mettre le roi de Navarre et le comte d'Harcourt hors d'état de nuire. Il est excédé par les complots de son cousin avec les Anglais, particulièrement depuis la mort en janvier 1354 de son favori le connétable Charles de La Cerda, bien que le traité de Mantes ait en principe soldé l'affaire le 22 février 1354.
Il va profiter de l'amitié qui existe alors entre ces deux hommes et le dauphin, duc de Normandie.
Le 5 avril 1356, le dauphin a convié dans son château de Rouen toute[réf. nécessaire] la noblesse de la province, à commencer par Charles le Mauvais et le comte d'Harcourt, qui prennent place à sa table.
La fête bat son plein lorsque le roi surgit, casqué et l'épée à la main en disant : « Que nul ne bouge s'il ne veut être mort de cette épée ! », escorté par son frère Philippe d'Orléans, son fils cadet Louis d'Anjou et ses cousins d'Artois, tandis qu'à l'extérieur, une centaine de cavaliers contrôlent le château.
Jean le Bon se dirige vers la table d'honneur, prend le roi de Navarre par le cou, l'arrache violemment de son siège et lui dit : « Traître, tu n'es pas digne de t'asseoir à la table de mon fils ! ». Colin Doublet, écuyer de Charles le Mauvais, tire alors son couteau pour protéger son maître. Il est aussitôt appréhendé par l'escorte royale qui s'empare également du roi de Navarre.
Malgré les supplications du dauphin qui, à genoux, implore de ne point le déshonorer ainsi, le roi se tourne vers Jean V d'Harcourt, qui a été mêlé aux complots du roi de Navarre et était présent lors de l'assassinat du connétable Charles de La Cerda. Il lui assène un violent coup de masse d'armes sur l'épaule et ordonne son arrestation.

### Exécution du comte d'Harcourt (5 avril 1356) et de trois autres condamnés
Le roi renonce à faire exécuter le roi de Navarre, mais condamne à mort le comte d'Harcourt et trois de ses compagnons[Qui ?], dont l'écuyer Doublet, sans même lui accorder le droit de recevoir les sacrements de l'Église[réf. nécessaire].
Le roi ne veut pas perdre de temps car, comme les Rouennais « aimaient grandement » le comte d'Harcourt, il craint des émeutes. Le soir même, le comte d'Harcourt et les trois autres condamnés sont conduits au lieu-dit du Champ du Pardon, près de Rouen. Le roi ordonne « Faites délivrer ces traîtres », malgré les nouvelles implorations du dauphin. Le bourreau, un criminel libéré pour la circonstance qui gagne ainsi sa grâce[réf. nécessaire], les décapite. Leurs corps sont ensuite exposés au gibet de Rouen.

### Conséquences de l'exécution: la rébellion de Geoffroy d'Harcourt
Cette exécution sommaire provoque la colère de Geoffroy d'Harcourt qui, à l'instar de Philippe de Navarre, frère de Charles le Mauvais, entre de nouveau en rébellion ouverte contre le roi de France et se tourne vers Édouard III d'Angleterre.
L'oncle de Jean V d'Harcourt reconnait alors les droits du roi d'Angleterre sur le royaume de France et le duché de Normandie, lui jure obéissance et lui lègue tous les biens qu'il possède en Normandie par lettres du 18 juillet 1356.
Édouard III profite de cette situation pour reprendre la guerre : il débarque dans le Cotentin (18 juin 1356) et entame une campagne qui aboutit à la défaite et à la capture de Jean le Bon à Poitiers (19 septembre 1356).
Mais Geoffroy, traqué par des fidèles du roi, meurt dans un combat livré près de Coutances en novembre.

### Réhabilitation du comte d'Harcourt (1357)
Le dauphin devient régent du royaume à la suite de la défaite de Poitiers.
Le 3 décembre 1357, il scelle un accord de réconciliation avec Charles le Mauvais, accord qui comporte la réhabilitation de Jean V d'Harcourt et des trois autres victimes du Champ du Pardon.
Cette réhabilitation se manifeste de manière spectaculaire le 10 et le 11 janvier 1358 par une procession à travers les rues de Rouen, conduite par le roi de Navarre qui chevauche derrière le catafalque du comte d'Harcourt. « Grand nombre de noblesse, de peuple et de bourgeois de Rouen » assistent à ces funérailles solennelles.
Le dauphin Charles restitue aussi à Jean VI d'Harcourt, fils aîné de Jean V, le comté d'Harcourt et les autres terres saisies par le roi.
Peu après la paix de Pontoise (21 août 1359), soucieux de rallier à lui l'héritier de la plus puissante maison normande, le dauphin organise même le mariage du jeune comte Jean VI d'Harcourt avec sa propre belle-sœur, Catherine de Bourbon, et lui accorde des lettres de rémission (octobre 1359).

## Mariage et descendance
En 1340, Jean V d'Harcourt épouse Blanche de Ponthieu (1322-1387), comtesse d'Aumale, descendante du roi de Castille Ferdinand III (vers 1200-1252, comte d'Aumale sous le nom de Ferdinand Ier), fille de Jean de Ponthieu, comte d'Aumale, et de Catherine d'Artois, dont la filiation est sujette à débat.
Catherine d'Artois, longtemps considérée comme une fille de Robert III d'Artois et de Jeanne de Valois (fille de Charles de Valois, fils cadet de Philippe III le Hardi et frère de Philippe IV le Bel), est aujourd'hui considérée comme la fille de Philippe d'Artois (1269-1298), seigneur de Conches, et de Blanche de Bretagne, et par conséquent serait de sang royal plus éloigné.
Du mariage de Jean V et de Blanche naissent six enfants, dont :
- Jean VI d'Harcourt, comte d'Harcourt et d'Aumale, membre du conseil de régence, beau-frère du roi Charles V le Sage ;
- Jacques Ier d'Harcourt (1350-1405), baron de Montgommery et de Noyelles, conseiller et chambellan du roi Charles VI, auteur de la branche de Montgommery par son mariage avant 1385 avec Jeanne d'Enghien, châtelaine de Mons et dame d'Havré : 
  - Cadets : Christophe d'Harcourt († 1438 sans postérité), sire d'Havré et châtelain de Mons ; Jean († 1452), évêque de Coutances, d'Amiens, de Tournai, archevêque de Narbonne, seigneur d'Havré et châtelain de Mons après son frère : succession à leur nièce Marie d'Harcourt ci-dessous ; Marie, x Guillaume de Crésecques ; Jeanne, x Hugues,comte de Dixmude et de Beveren ; Marie d'Harcourt, abbesse de Fontevraud en 1431-1451 ;
  - Aînés : Philippe d'Harcourt, baron de Montgommery († 1414 sans postérité), époux de Jeanne d'Ailly ; et Jacques II d'Harcourt, baron de Montgommery († 1428), x 1° Eléonore de Crésecques, et 2° Marguerite de Melun-Tancarville, fille de Guillaume IV de Melun et de Jeanne de Parthenay (fille de Guillaume VII L'Archevêque de Parthenay), dont (du 2°) : 
    - Guillaume d'Harcourt († 1484), comte de Tancarville et vicomte de Melun, x 1° av. 1443 Péronelle d'Amboise († 1453), et 2° vers 1453 Yolande de Laval, d'où (du 2°) : 
      - Marguerite d'Harcourt († v. ou av. 1488), mariée ou fiancée vers 1480 à René d'Alençon
      - Jeanne d'Harcourt († 1488), comtesse de Tancarville, x 1471 René II, duc de Lorraine et de Bar (répudiée en 1485)

    - Marie d'Harcourt († 1464), successible aux biens de sa famille, notamment Montgommery et Noyelles, la vicomté de Melun, Montreuil-Bellay et Tancarville (chambellane de Normandie), Varenguebec (connétable de Normandie), la vicomté d'Abbeville, Parthenay et Châtelaillon, la châtellenie de Mons et Havré ; mariée en 1439 à Jean d'Orléans de Dunois (1403-1468) : d'où la Maison d'Orléans-Longueville
- Philippe d'Harcourt (1354-1426), baron de Bonnétable, chambellan du roi Charles VI, auteur des deux branches françaises subsistantes de la maison d'Harcourt, Olonde et Beuvron (cf. l'article dédié au maréchal Henri d'Harcourt, 1er duc d’Harcourt en 1700) ;
- Jeanne d'Harcourt (v. 1356-† apr. 1413), onzième de la fratrie, épouse de Raoul III de Coucy, seigneur d'Encre, de Montmirail, de La Ferté-Gaucher, d'Hornoy, de Bailleul et d'Hauraincourt, dame d'Encre et de Montmirail à la mort de Raoul de Coucy en 1392.

## Mémoire
Cet épisode sombre, qui a marqué les esprits à l'époque même, a fait l'objet de nombreux récits et est relaté de façon romancée par Maurice Druon dans un chapitre des Rois maudits.